# PL/I
PL/I（ピーエルワン）は、汎用プログラミング言語の一つ。名前は英語の「programming language one」に由来する。
PL/Iは科学技術用、工業用、商業用などにデザインされた命令型プログラミング言語である。1964年に生まれ、教育機関、商用、工業で使用されてきた。
PL/Iの主要な用途はデータ処理で、再帰および構造化プログラミングに対応する。言語の構文は英語に似ており、検証や操作が可能な幅広い機能のセットを持ち、複合的なデータ型を記述することに適している。

## 呼称
提案当時は「NPL」と呼ばれていた。初期には「PL/1」と表記していたが、その後「PL/I」が正式名称となった（I はローマ数字）。同時期の「DL/I」（ディー・エル・ワン、IBMの階層型データベース照会言語）と同じネーミングと考えられる。

## 特徴

### 言語としての特徴
- FORTRANの記述形式
- COBOLのレコード構造や入出力機能
- ALGOLのアルゴリズム記述能力

を同時に持っている。
予約語が無いのも特徴。

### 長所
- 商用計算と科学技術計算を、1つの言語で記述できる
- 最初から構造化されている
- 積み木構造(初歩的機能から入門し、徐々に高度な機能を学習できる)
- IBMメインフレーム(OS/390、z/OS、IMS、CICSなど)で広く使われている

### 短所
- 言語仕様が複雑で大規模なため、当時の小型機では性能的に厳しく、大型機以外に広まらなかった

## 歴史
1963年 IBMとそのユーザー団体(SHARE)が提案
1965年 IBMが完成させた
1979年 ISOで標準化
科学技術計算向けのFORTRAN、ビジネス処理向けのCOBOLと言われていた時代に、ALGOL並のアルゴリズム記述能力も加え、ひとつの言語であらゆるニーズを満たすために開発されたプログラミング言語。
言語仕様が複雑なため、大型計算機以外では余り使われなかったが、デジタルリサーチ社のゲイリー・キルドールが、インテルのi8080のために、サブセット版のPL/Mおよび、一部をPL/Mで記述し、オペレーティングシステムCP/Mを作った。また、CP/M上で動作するPL/I(PL/I-80)も作成している。
UNIX開発のきっかけとなったMultics（のちにMulticsは「成功しなかったプロジェクト」と見なされることとなる）は、PL/Iで書かれていた。Multicsの失敗はPL/Iが原因ではなかったものの、記述言語においても簡潔極まるC言語を生んだ事は皮肉である。これについてはエピソードも参照のこと。
2016年時点でも、メインフレームで稼働する銀行の勘定系システムの多くはCOBOLまたはPL/Iで記述されている。

## エピソード
IBMのPL/Iコンパイラでは、メッセージIDが「IBM」で始まる。IBMが当時PL/Iに力を入れていたためと言われている。
BSDがネットワークサポートの一環としてカーネルにネットワークインタフェースの構造体を導入した際、これをstruct ifnetと名付けた。その際、コメントとしてWould like to call this struct ``if'', but C isn't PL/1.（この構造体をstruct ``if''と呼びたいところだが、C言語はPL/1ではない。）が添えられた。

## コードの実例
```
HELLO
:
PROC
 
OPTIONS
(
MAIN
)
;

 
DCL
 
HELLO1
        
CHAR
(
12
)
  
INIT
(
'HELLO WORLD!'
)
;

 
DCL
 
1
 
HELLO2
,

      
2
 
HELLO2_1
   
CHAR
(
12
)
  
INIT
(
'HELLO WORLD!'
)
;

 
DISPLAY
(
'HELLO WORLD!'
)
;

 
DISPLAY
(
HELLO1
)
;

 
DISPLAY
(
HELLO2
)
;

END
 
HELLO
;

```